# Casa-fàbrica Olivé
La casa-fàbrica Olivé era un edifici situat als carrers de la Cadena i Sant Martí del Raval de Barcelona, avui desaparegut.

## Història
El 1798, Josep Antoni Martí Creus va presentar a l'Ajuntament el projecte d'obertura d'un carrer entre els de la Cadena i de la Riereta, que s'anomenaria de Sant Antoni de Pàdua. Tanmateix, va topar amb l'oposició d'altres propietaris, que el 1807 van presentar un nou projecte, que incloïa els de Sant Jeroni, Sant Bartomeu, Sant Martí i Sant Antoni de Pàdua, quedant aquest darrer aturat a l'alçada del primer.
La urbanització del sector va quedar interrompuda per la Guerra del Francès, i el març del 1828, el fabricant de filats de cotó Antoni Olivé va demanar permís per a construir una casa-fàbrica de planta baixa i dos pisos a la cantonada del carrer de la Cadena amb el nou de Sant Martí, segons el projecte del mestre de cases Josep Pedrerol. Dos mesos després, Olivé va tornar a demanar permís per a aixecar-hi un tercer pis, segons el projecte del mateix autor. La façana del carrer de Sant Martí consistia en la repetició de 10 obertures a cada planta, i el pati de l'interior de l'illa permetia la doble il·luminació de les «quadres» de 6 metres d’amplada.
Segons el Padró del 1829, la filatura d'Antoni Olivé del carrer de la Cadena, 57 (antic) comptava amb 10 màquines de filar mule-jennies i tenia un peó de 23 anys, anomenat Ramon Sagarra, i la resta de personal devia ser femení.
El 1857 hi havia l'establiment de tint de Manuel Elias. El 1862, el serraller Francesc Altadill va presentar un projecte de reforma signat per l'arquitecte Josep Simó i Fontcuberta. Aquest va canviar la distribució de les plantes, afegint-hi un entresol i dos pisos més, així com una nova crugia que ocupava l'antic pati de parcel·la.
Finalment, l'edifici, afectat pel PERI, va ser enderrocat el 1999 per a l’obertura de la Rambla del Raval.

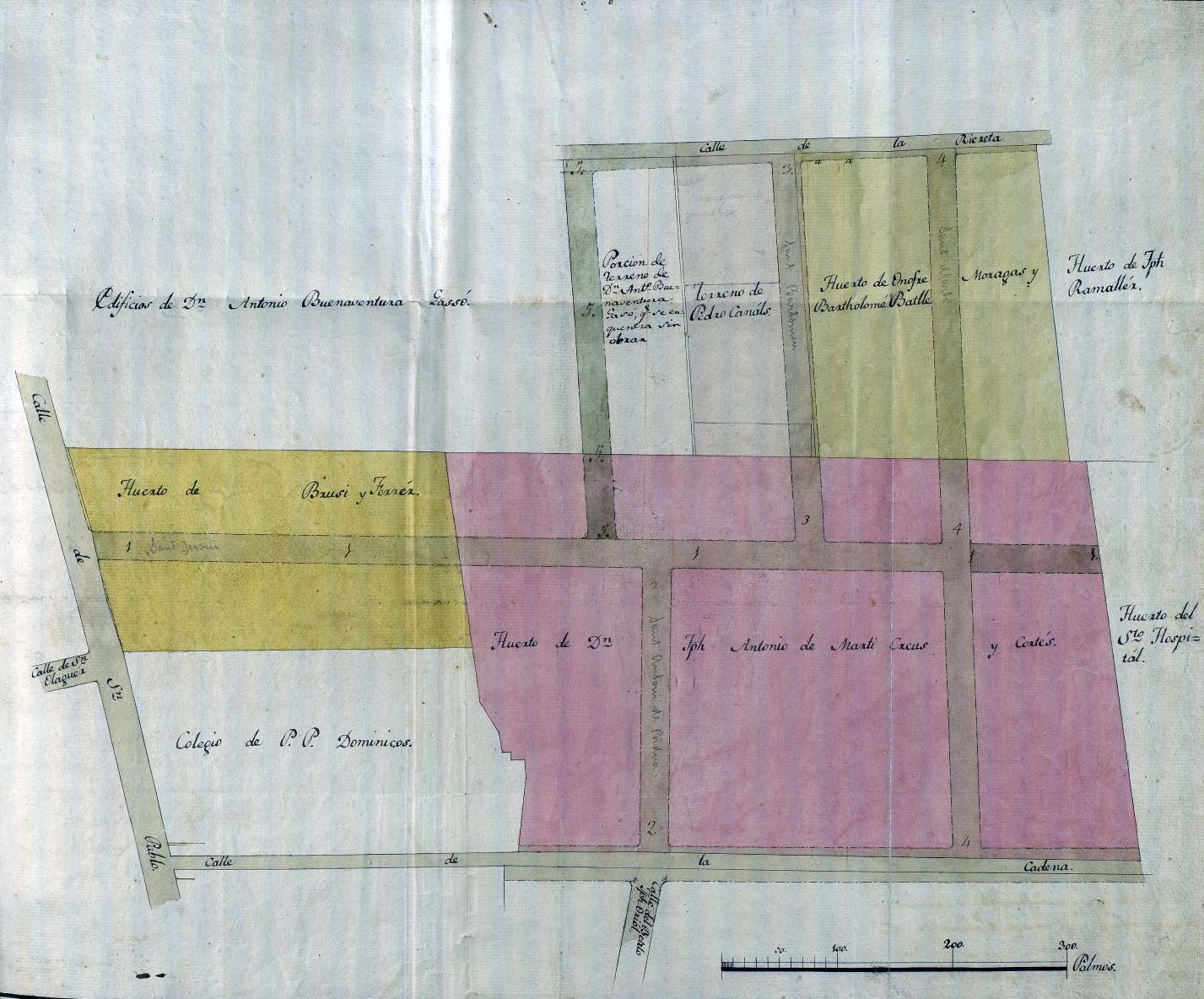
Projecte d'obertura dels carrers de Sant Jeroni, Sant Bartomeu, Sant Martí i Sant Antoni de Pàdua (1807)

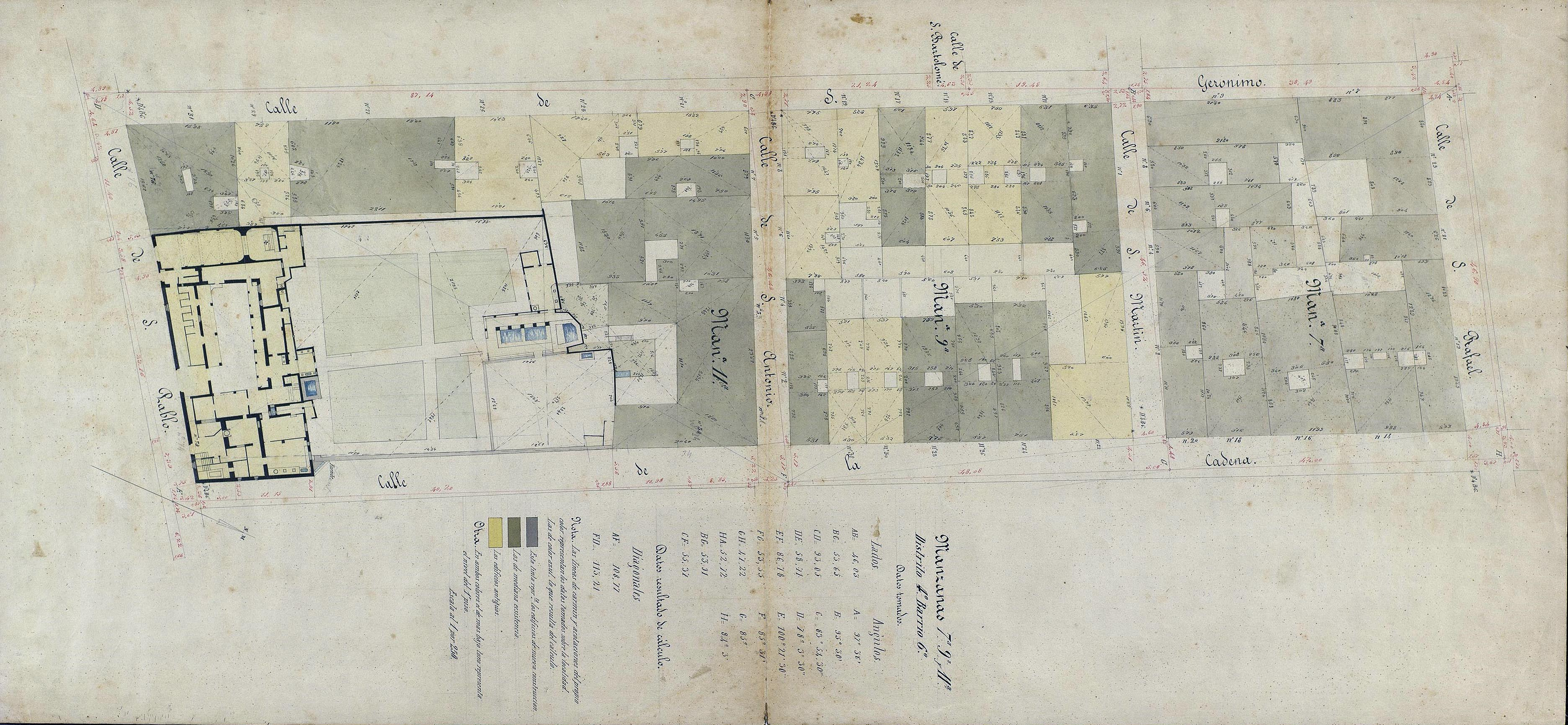
Quarteró núm. 101 de Garriga i Roca (c. 1860)